# Eltron
Eltron – rodzina amplimikserów i kolumn estradowych produkowanych przez bydgoskie zakłady Unitra Eltra w latach 70. i 80.
Zestawy Eltron przeznaczone były do nagłaśniania średnich i dużych pomieszczeń, były używane do wzmacniania wokalu i gitar. Bywają używane nadal w polskich szkołach jako podstawowe źródła dźwięku podczas apeli i akademii. Do kolumn Eltron były produkowane wzmacniacze o tej samej nazwie: Eltron 30, 60 i 100 (oznaczenia liczbowe odzwierciedlają moc sinusoidalną przy obciążeniu 4Ω, a w przypadku modelu Eltron 30, do którego można było podłączyć tylko jedną kolumnę – przy obciążeniu 8Ω).

## Sprzęt serii Eltron

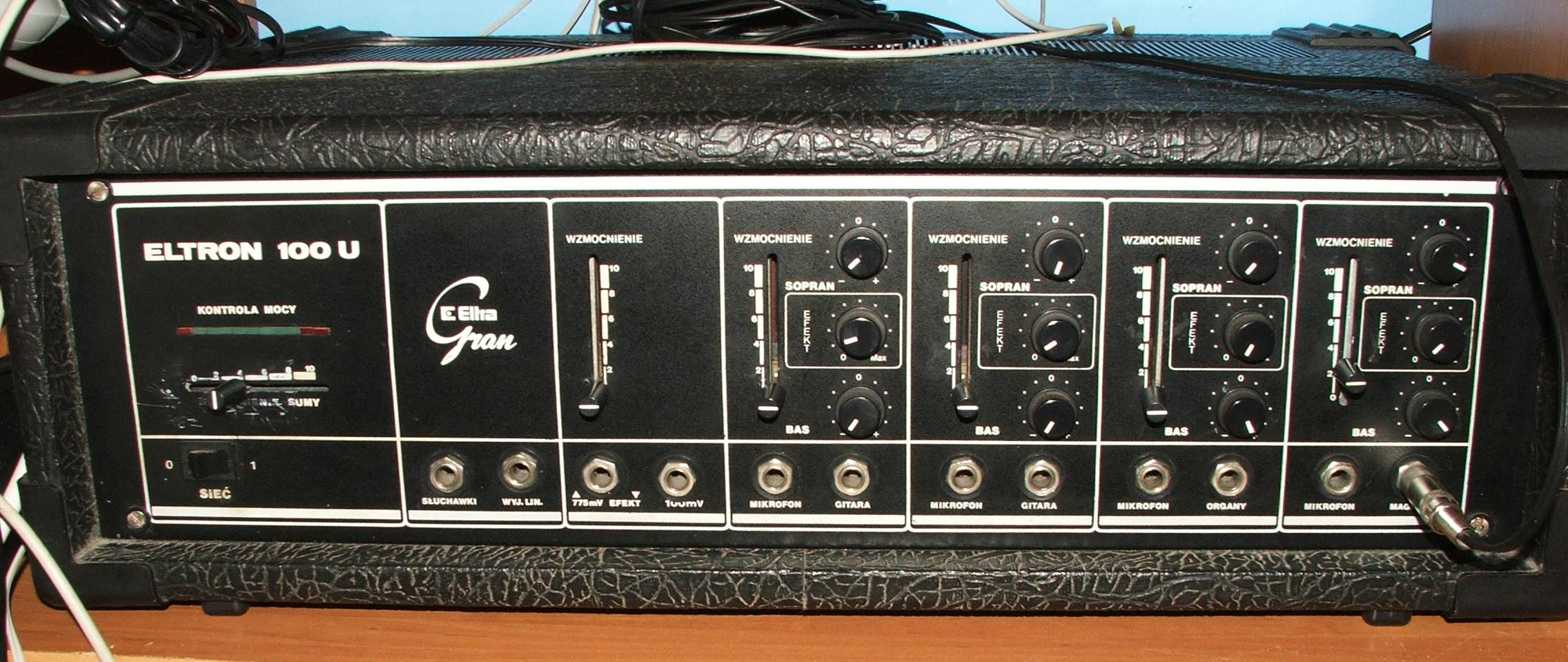
Amplimikser Eltron 100U z ostatnich lat produkcji

### Wzmacniacz ELTRON 100
Wzmacniacz o mocy wyjściowej 100W (4 Ω). Wzmacniacz wyposażono w 6 wejść bez możliwości wyboru poziomu sygnału wejściowego, wskaźnik poziomu sygnału wyjściowego, regulację tonów średnich (Alt) i charakterystyczną dla starszych modeli kanciastą obudowę. Współgra z dwoma kolumnami głośnikowymi ZG-60/2.

### Wzmacniacz ELTRON 100 U
Nowsza wersja wzmacniacza o mocy wyjściowej 100 W (4 Ω). Wzmacniacz wyposażony w 6 wejść (4 wejścia z korektorem i możliwością wyboru poziomu sygnału wejściowego) oraz wskaźnik poziomu sygnału wyjściowego. Urządzenie otrzymało nową obudowę oraz zamieniono regulację "Alt" na "Echo". Moc wyjściowa: 100 W (4 Ω). Pasmo przenoszenia: 35 Hz - 20 kHz. Masa: 14 kg. Rozmiary: 545 x 360 x 165 mm. Współgra z dwoma kolumnami głośnikowymi ZG-60/3 lub ZG-50.

### Wzmacniacz ELTRON 100 P
Unowocześniona wersja ELTRONA 100 U wyposażona w pogłos sprężynowy. Były wersje z tradycyjnym wskaźnikiem wysterowania jak i z wskaźnikiem opartym na diodach led, miał inne gałki potencjometrów i wejścia typu jack, dodano kilka wyjść. Istniały również ELTRONY 100 U z takimi wejściami i wyjściami, jak i wskaźnikiem wysterowania LED. Były one produkowane równolegle ze wzmacniaczem ELTRON 100 P pod sam koniec ich produkcji.

### Wzmacniacz ELTRON 60
Wzmacniacz wyposażony w 4 wejścia, regulację tonów niskich, średnich i wysokich może współpracować z gramofonem (na jednym z wejść). Moc wyjściowa: 60 W (4 Ω). Współgra z dwoma kolumnami głośnikowymi ZG-60/2.

### Wzmacniacz ELTRON 60 U
Nowsza wersja wzmacniacza o mocy wyjściowej 60W (4 Ω). W przeciwieństwie do starszego modelu ELTRON 60, wzmacniacz otrzymał nową obudowę, zamieniono regulację "Alt" na "Echo" oraz wprowadzono możliwość wyboru poziomu sygnału na dwóch wejściach. Współgra z dwoma kolumnami głośnikowymi ZG-60/3.

### Wzmacniacz ELTRON 30
Wzmacniacza o mocy wyjściowej 30W (8 Ω). Wyposażony w 4 wejścia. Dwa z regulacją tonów wysokich, średnich i niskich, ostatni wyposażony w przełącznik czułości wejścia. Współgra z jedną kolumną głośnikową ZG-60/2.

### Wzmacniacz ELTRON 30 U
Nowsza wersja wzmacniacza o mocy wyjściowej 30W (8 Ω). W stosunku do starszej wersji dostał nową obudowę , w wejściu nr 1 dodano wyjście do pętli efektów, tak jak w innych wzmacniaczach serii U, przełącznik czułości posiadały już dwa ostatnie wejścia, a potencjometr "Alt" zmieniono na "Echo" regulujących moc sygnału wyjścia przez wejście/wyjście nr 1. Współgra z jedną kolumną głośnikową ZG-60/3.

### Wzmacniacz WM 100
Końcówka mocy pozbawiona przedwzmacniaczy, w odróżnieniu od modelu Eltron 100 posiadała zabezpieczenie przed nagłym wzrostem temperatury. Moc wyjściowa: 100 W (4 Ω). Pasmo przenoszenia: 20 Hz - 20 kHz. Masa: 10 kg. Rozmiary: 535 x 340 x 145 mm.

### Wzmacniacz WM 100-2
Moc wyjściowa: 100 W (4 Ω). Pasmo przenoszenia: 20 Hz - 20 kHz. Masa: 8,5 kg. Rozmiary: 515 x 305 x 130 mm.

### Zestaw nagłośniający ELTRON 50 JP-2
Wzmacniacz wyposażony w dwa wejścia, przeznaczony do współpracy z instrumentami klawiszowymi, gitarą elektryczną i mikrofonem dynamicznym. Wzmacniacz wyposażono także w wyjście liniowe i słuchawkowe. Moc wyjściowa: 50 W. Masa: 23 kg. Rozmiary: 610 x 468 x 290 mm.

### Zestaw nagłośniający ELTRON 50 JP
Wzmacniacz wyposażony w dwa wejścia, przeznaczony do współpracy z instrumentami klawiszowymi, gitarą elektryczną i mikrofonem dynamicznym. Wzmacniacz wyposażono w sprężynowy układ pogłosowy. Moc wyjściowa: 50 W. Masa: 24 kg. Rozmiary: 753 x 464 x 290 mm.

### Zestaw nagłośniający ELTRON G 50 JP
Wzmacniacz przeznaczony do współpracy z gitarą elektryczną. Wzmacniacz umożliwia uzyskanie efektu pogłosowego i efektu "Fuzz". Moc wyjściowa: 50 W. Pasmo przenoszenia: 100 Hz - 10 kHz. Masa: 21 kg. Rozmiary: 610 x 468 x 290 mm.

### Zestaw nagłośniający ELTRON G-25 JP
Wzmacniacz przeznaczony do współpracy z gitarą elektryczną. Moc wyjściowa: 25 W. Masa: 11 kg. Rozmiary: 435 x 345 x 253 mm.

### Zestaw głośnikowy ZG-120 G
Zestaw głośnikowy o mocy 120 W (4 Ω) i pasmie przenoszenia 60 Hz - 10 kHz. Kolumna składa się z 4 głośników szerokopasmowych GDS30 o impedancji 4 Ω. Masa zestawu wynosi 30 kg.

### Zestaw głośnikowy ZG-603
Zestaw głośnikowy o mocy 60 W (8 Ω) i pasmie przenoszenia 80 Hz - 12 kHz. Masa 33 kg.
Kolumny posiadały dwa głośniki szerokopasmowe GDS 30/30 na licencji firmy Pioneer. Zestaw ZG603 posiadał też 2 sztuki głośników GDWT 9/40 lub GDWT 9/70/1 podłączone przez kondensator 1μF/100V (głośniki przyłączane + do – GDS 30/30, aby zachować zgodność fazową), kolumna z otworem bas refleks. Ze względu na moc (sin. 60 wat) i bardzo dużą efektywność potrafią przy niewielkiej mocy wytworzyć duże ciśnienie akustyczne.

### Zestaw głośnikowy ZG-602
Zestaw głośnikowy o mocy 60 W (8 Ω) i pasmie przenoszenia 40-5000Hz.
Kolumny posiadały dwa głośniki szerokopasmowe GDS 30/30 na licencji firmy Pioneer, które zostały połączone szeregowo. Kolumna typu bas refleks.

### Zestaw głośnikowy ZG 50
Zestaw głośnikowy o mocy 50 W (8 Ω) i pasmie przenoszenia 100 Hz - 15 kHz. Masa 16 kg.
Wyposażone byłe w głośnik GD 30/50, dwa głośniki GDWT 9/40 lub GDWT 9/70/1 połączone szeregowo i poprzedzone kondensatorem 1μF/100V. Posiadały otwory bas refleks i były przystosowane do montażu ich na statywach po uprzednim wyposażeniu ich w tuleje pod statyw.